# Gotlands luftvärnskår
Gotlands luftvärnskår (Lv 2) var ett luftvärnsförband inom svenska armén som verkade i olika former åren 1963–2000. Förbandsledningen var förlagd i Visby garnison i Visby.

## Historia

### Bildandet
Inför försvarsbeslutet 1958 föreslog regeringen för riksdagen att Östgöta luftvärnsregemente skulle avvecklas och dess utbildningskontingent fördelas på kvarvarande luftvärnsförband. Bakgrunden till förslaget var att den totala utbildningskontingent vid luftvärnet var i behov att minskas, för att motsvara behovet i krigsorganisationen. Att just Östgöta luftvärnsregemente föreslogs avvecklas som fredsförband, var att armén ville förlägga Svea artilleriregemente till Linköpings garnison. Det som en vidare bakgrund till att det fanns en önskvärdhet att minska antalet fredsförband i Stockholmsregionen. I Linköpingsregionen skulle Svea artilleriregemente få bättre övningsmöjligheter genom det planerade nya skjutfältet Gullbergsfältet. I 1959 års riksdag menade regeringen att i särskilt utsatta landsdelar skulle fredsförbanden bibehållas på grund av kuppberedskapsskäl. Detta medförde bland annat att Östgöta luftvärnsregementes batteri på Gotland (Lv 2 G) undantogs för utredning för avveckling.
Gotlands luftvärnskår bildades som Gotlands luftvärnsdivision den 1 april 1963, efter att Östgöta luftvärnsregementes detachement på Gotland upplöstes i samband med att Östgöta luftvärnsregemente utgick ur fredsorganisationen och avvecklades den 31 mars 1963. Gotlands luftvärnsdivision övertog beteckningen Lv 2 från det avvecklade Östgöta luftvärnsregemente. Dock så blev inte Gotlands luftvärnskår något självständigt förband, då det administrativt underställdes chefen för Gotlands artillerikår. Den 1 juli 1968 antogs namnet Gotlands luftvärnsbataljon. 

### OLLI-reformen
I samband med OLLI-reformen, vilken genomfördes inom försvaret åren 1973–1975, överfördes det samlade mobiliseringsansvaret på ett regemente inom ett försvarsområdet. I regel det regemente som var brigadproducerande. På Gotland var dock läget annorlunda, då det istället blev Gotlands militärkommando, som fick det samlade mobiliseringsansvaret för Gotland. Detta medförde att inom på Gotland blev Gotlands militärkommando ett A-förband (försvarsområdesregemente), Gotlands regemente och Gotlands artillerikår blev B-förband (utbildningsförband). Gotlands luftvärnskår, som var administrativt underställt Gotlands artillerikår, blev ett C-förband. Gotlands militärkommando fick det samlade mobiliserings- och materialansvaret på Gotland och B- och C-förbanden svarade endast som utbildningsförband. Med reformen kvarstod Gotlands luftvärnskår som ett fristående utbildningsförband med egen chef, men förblev förvaltningsmässigt anslutet till Gotlands artillerikår.

### 1974 års regeringsform
I samband med att 1974 års regeringsform trädde i kraft den 1 januari 1975, ändrades namnet från Kungliga Gotlands luftvärnsbataljon till enbart Gotlands luftvärnsbataljon. Samtidigt fråntogs Konungen den formella rollen som högste befälhavare för krigsmakten, vilket även kom att gälla rollen som förbandschef över gardesförbanden.

### Försvarsbesluten
Inför 1977 års försvarsbeslut föreslog Försvarets rationaliseringsinstitut i sin utredning att ge överbefälhavaren i uppdrag att pröva en vidareutveckling av OLLI-organisationen. I en vidareutveckling ville man sammanslå Gotlands regemente (P 18), Gotlands artilleriregemente (A 7) och Gotlands luftvärnsbataljon (Lv 2) till ett arméregemente.
Förslaget blev dock endast en skrivbordsprodukt, men inför 1982 års försvarsbeslut aktualiserades återigen. Då regeringen återigen föreslog att de tre förbanden skulle slås samman och få en gemensam förbandsledning med Gotlands militärkommando, och bilda en myndighet från den 1 juli 1982.
Genom försvarsbeslutet 1992 beslutades att samtliga utbildningsregementen som ej uppsatte ett krigsförband i regementsstorlek, ej heller skulle benämnas regemente. Detta då regeringen ansåg att grundorganisationen skulle spegla krigsorganisationen. I samband med detta kom alla regementen inom truppslaget att från den 1 juli 1994 organiseras efter kårorganisation. Försvarsbeslutet resulterade i att Lv 2 fick det nya namnet Gotlands luftvärnskår (Lv 2), men även att det avskiljdes från Gotlands militärkommando och bildade en självständig organisationsenhet.
Inför försvarsbeslutet 1996 föreslog Försvarsmakten att Gotlands luftvärnskår tillsammans med Fårösunds Marinbrigad med Gotlands kustartilleriregemente (FMB) skulle avvecklas, samt att verksamheten vid Gotlands artilleriregemente skulle reduceras. Dock ansåg regeringen med tanke på Gotlands läge och betydelse att verksamheten på Gotland skulle kvarstå i grund- och krigsorganisationen. Och därmed även att utbildning av luftvärns- och kustförsvarsförband avsedda för Gotland även fortsättningsvis skulle ske vid Gotlands luftvärnskår och Fårösunds marinbrigad.
Genom försvarsbeslutet 2000 ansåg regeringen att endast fyra luftvärnsbataljoner behövdes i den framtida insatsorganisationen. Vad som stod helt klart inför försvarsbeslutet var att avveckla Gotlands luftvärnskår (Lv 2) samt reducera Norrlands luftvärnskår (Lv 7) till en bataljon och inordna den under Norrbottens regemente. Detta då verksamheten vid Gotlands luftvärnskår ansågs alltför begränsad för att kunna utvecklas till en samlad enhet för landets luftvärn, och för Norrlands luftvärnskår bedömde regeringen att det skulle ge allvarliga kompetensförluster i det korta perspektivet att lokalisera hela luftvärnsfunktionen till Boden.
Med försvarsbeslutet upplöstes och avvecklades Gotlands luftvärnskår den 31 augusti 2000. Från den 1 september 2000 övergick verksamheten till en avvecklingsorganisation, fram till att avvecklingen skulle vara slutförd senast den 31 december 2001. Avvecklingsorganisationen upplöstes i sin tur den 30 juni 2001, då avvecklingen av förbandet var slutförd. Utbildningen av luftvärnet kom från den 1 juli 2000 att koncentreras till fyra luftvärnsbataljoner, tre i Halmstad samt en i Boden. Genom att Göta luftvärnskår blev en samlad enhet för landets luftvärn, innehållandes tre luftvärnsbataljoner samt Luftvärnets stridsskola (LvSS), upphöjdes kåren till regemente, och antog den 1 juli 2000 det nya namnet Luftvärnsregementet (Lv 6).

## Förläggningar och övningsplatser
Den 1 april 1944 överfördes luftvärnet på Gotland från Kustartilleriet till Stockholms luftvärnsregemente, vilket bildade detachementet Stockholms luftvärnsregementes batteri på Gotland (Lv 3 G). Detachementet var förlagt i ett barackläger vid Söderväg i sydvästra Visby. År 1945 flyttade detachementet i kasern 2 och 3, vilka uppfördes samma år vid Gotlands artillerikårs (A 7) kasernområde vid Östra Hansegatan. Från den 1 november 1952 överfördes detachementet till Östgöta luftvärnsregemente (Lv 2). I oktober 1978 flyttade Lv 2:s grundutbildningsbataljon från Korsbetningen (A 7 området) till Visborgsslätt medan ledningen för Lv 2, personal- och stabsavdelningen, planerings- och produktionsavdelningen samt pjäshall, simulatorhall, eldledningssal var kvar på Korsbetningen. Varje dag from oktober 1978 till maj 1986, transporterades de värnpliktiga mellan Visborgsslätt och Korsbetningen för att övas i sin huvudtjänst. I mars 1983 flyttade ledningen från sin gamla stabsbarack vid Korsbetningen till nyrenoverade lokaler i översta våningen i kanslihuset på Visborgsslätt. Under våren 1986 kunde Lv 2 successivt börja installera sig i den nybyggda Art/Lv-hallen på Visborgsslätt. Den 24 maj 1986 skedde Lv 2 officiella flyttning från Korsbetningen till Visborgsslätt. Samtidigt jubilerade Lv 2 för 50-årig luftvärnsutbildning på Gotland.

## Heraldik och traditioner
Gotlands luftvärnsdivision övertog 1962 Östgöta luftvärnsregementes traditioner och förde dem fram till den 31 augusti 2000. Från den 1 september 2000 bevarar Luftvärnsregementet (Lv 6) minnet av samtliga avvecklade luftvärnsförband.

### Förbandsstandar
Den 6 juni 1941 överlämnade arméchefen Ivar Holmquist ett förbandsstandar till Östgöta luftvärnsregemente, vilket fördes av regementet fram till att det avvecklades den 31 mars 1962. Den 2 april 1962 överfördes förbandsstandaren till Gotlandsbatteriet, vilket samtidigt omorganiserades till ett självständigt förband under namnet Gotlands luftvärnsdivision (Lv 2) och som kom att föra standaret vid vissa tillfällen. År 1963 överlämnades ett standar till Gotlands luftvärnsdivision av chefen för armén generallöjtnant Curt Göransson.

### Utmärkelsetecken
År 1990 instiftades "Gotlands luftvärnsbataljon hedersmedalj i guld" (GotlvkGM), och vid avvecklingen av Gotlands luftvärnskår instiftades år 2000 "Gotlands luftvärnskår minnesmedalj i silver" (GotlvkMSM).

## Förbandschefer
Förbandschefer verksamma åren 1963–2000.

- 1963-04-01–1972-09-30: Övlt Uno Engström
- 1972-10-01–1976-03-31: Övlt Per-Olof Martin
- 1976-04-01–1981-03-31: Övlt Lars Brunnberg
- 1981-04-01–1989-03-31: Övlt Hans Ahldén
- 1989-04-01–1992-06-30: Övlt Gunnar Jansson
- 1992-07-01–1997-08-31: Övlt Benkt Kullgard
- 1997-09-01–1999-09-30: Övlt Kent Samuelsson
- 1999-10-01–2000-08-31: Övlt Göran Wahlqvist

## Namn, beteckning och förläggningsort
| Kungl. Gotlands luftvärnsdivision | 1963-04-01 | – | 1968-06-30 |
| Kungl. Gotlands luftvärnsbataljon | 1968-07-01 | – | 1974-12-31 |
| Gotlands luftvärnsbataljon        | 1975-01-01 | – | 1994-06-30 |
| Gotlands luftvärnskår             | 1994-07-01 | – | 2000-08-31 |
| Avvecklingsorganisation           | 2000-09-01 | – | 2001-06-30 |

| Lv 2 | 1963-04-01 | – | 2000-08-31 |

| Korsbetningen, Visby (F) | 1963-04-01 | – | 1986-05-23 |
| Visborgsslätt, Visby (D) | 1978-10-?? | – | 1986-05-23 |
| Visborgsslätt, Visby (F) | 1986-05-24 | – | 2001-06-30 |

## Galleri

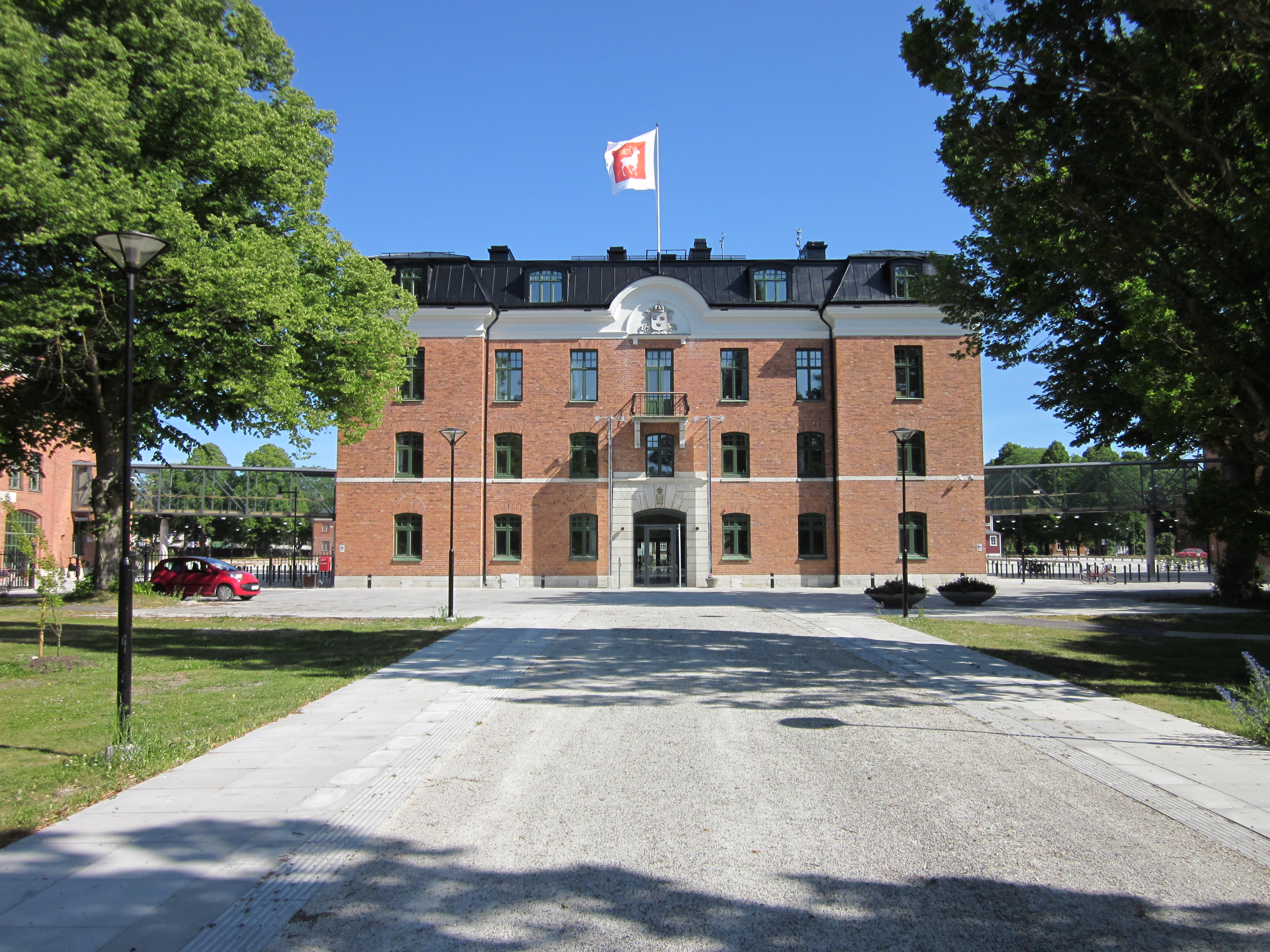
Det gemensamma kanslihuset på Visborgsslätt.
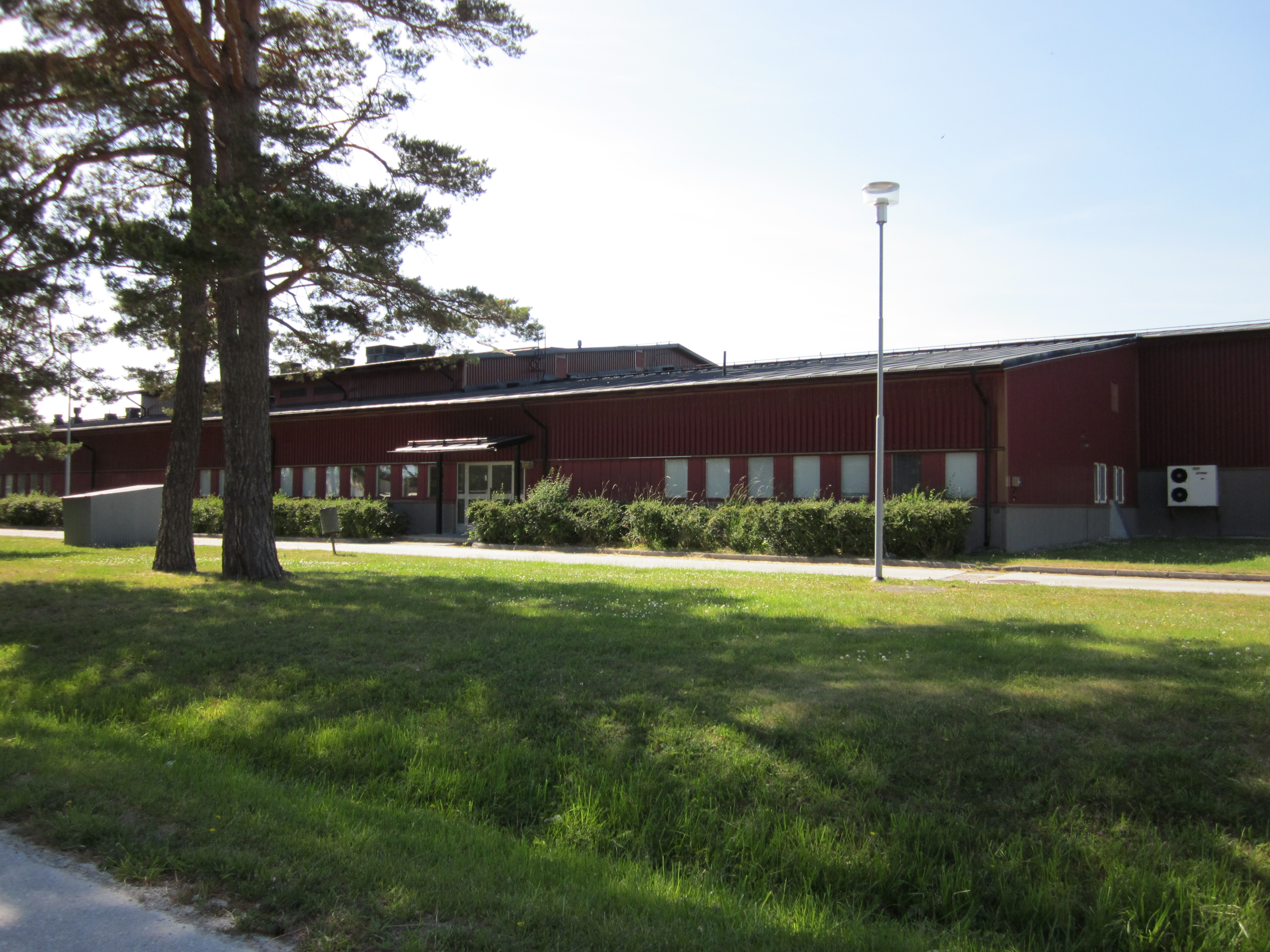
Övnings- och vårdhall på Visborgsslätt, uppförd 1986 för Gotlands luftvärnsbataljon.
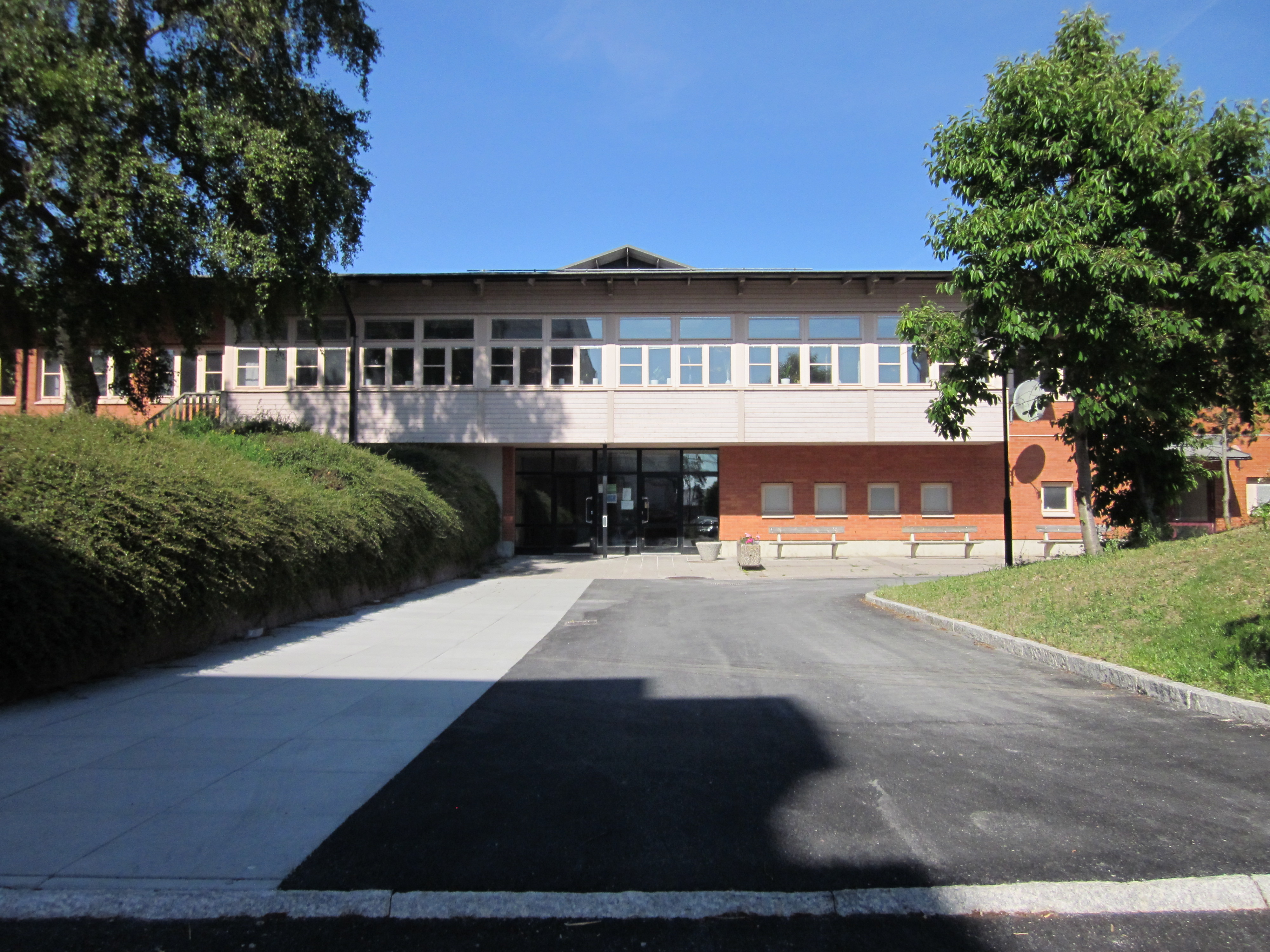
Gemensamma militärrestaurangen Hwitstierna på Visborgsslätt.
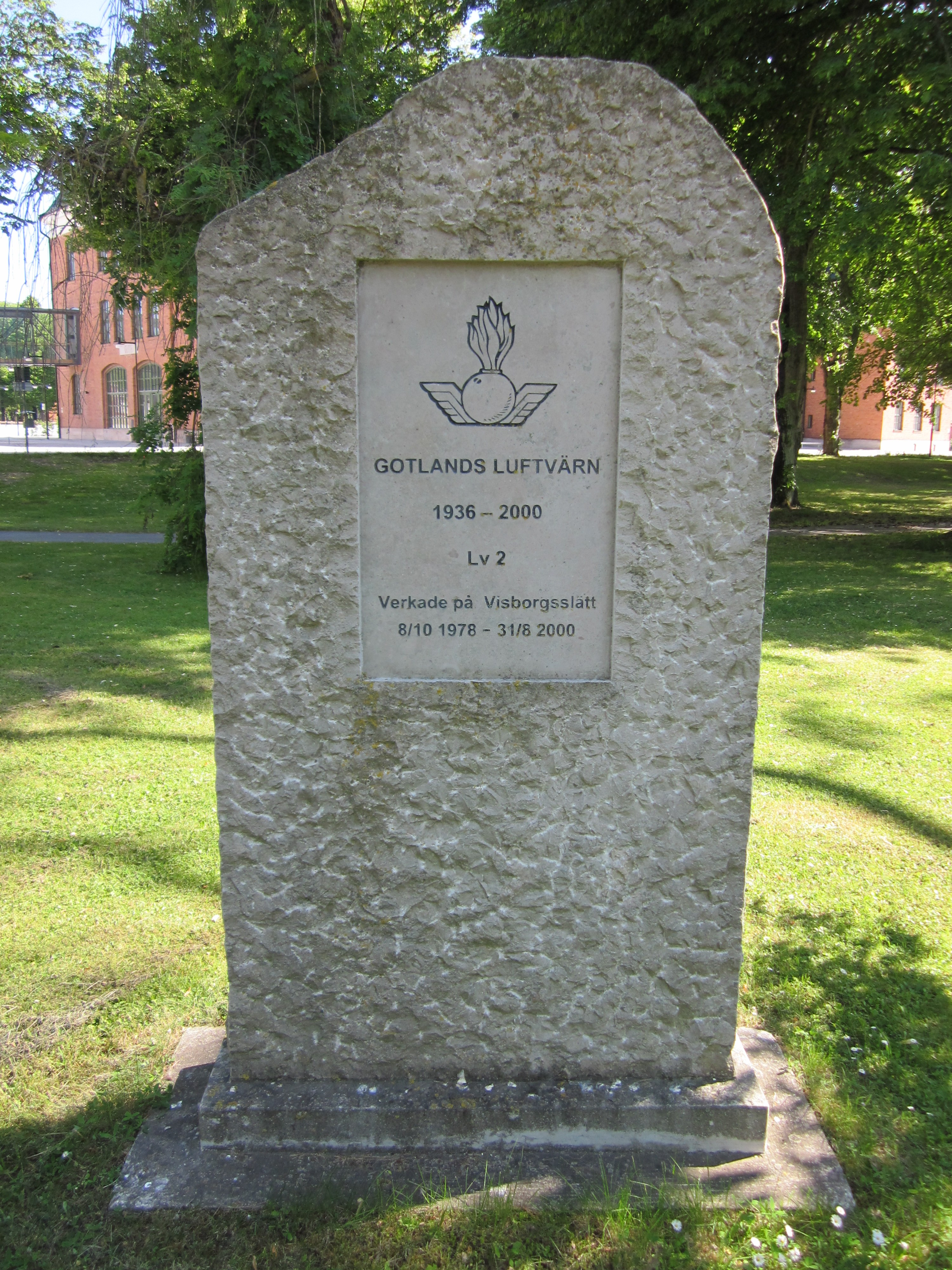
Minnessten utanför P 18 för Gotlands luftvärn. Texten lyder: "GOTLANDS LUFTVÄRN 1936-2000, Lv 2, Verkade på Visborgsslätt 8/10 1976 - 31/8 2000."
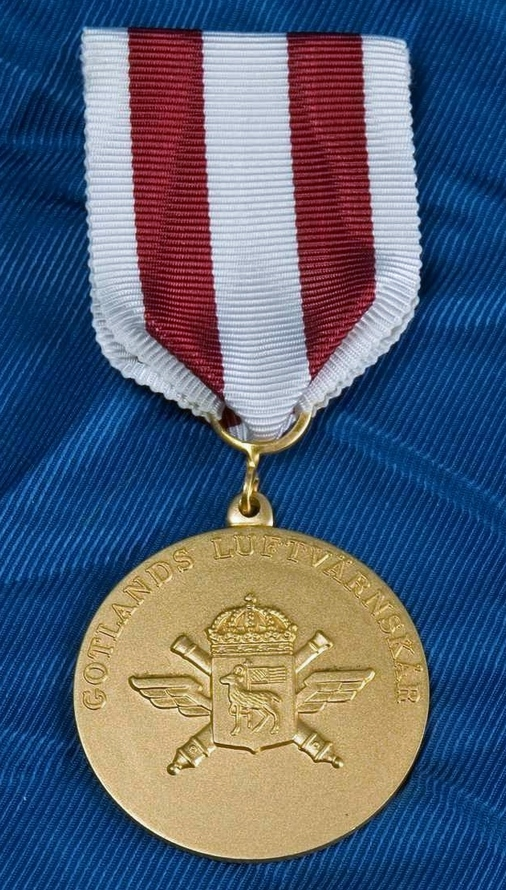
Hedersmedalj i guld (GotlvkGM)
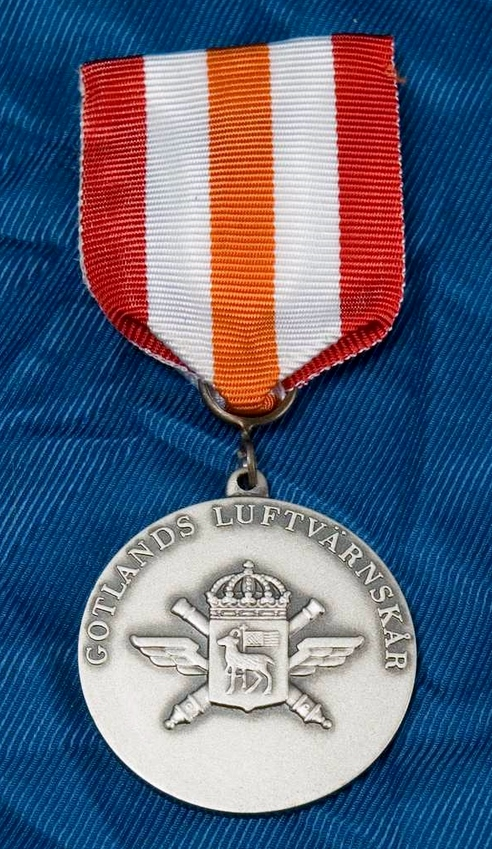
Minnesmedalj i silver (GotlvkMSM)